# Marià Badia
Marià Badia (Reus, 21 d'agost de 1686 - Cocharcas, Perú, 1766 va ser un franciscà observant i missioner català.
El seu pare era ferrer a Reus i li va ensenyar l'ofici. Va entrar a l'orde dels franciscans amb 26 anys, i des del 1719 el trobem a Escornalbou, monestir des d'on es movia predicant missions per tot Catalunya. El 1734 va arribar al seminari del castell d'Escornalbou Joaquim Dutarí, un missioner vingut del Perú que buscava religiosos per anar a Amèrica. El 1735, juntament amb un altre frare, Pere Pont, i un llec, va marxar cap a Cadis des d'on van arribar a Pisco. Destinats a Tarma, i passant per l'escola i convent de santa Rosa de Ocopa, van desplaçar-se cap al Cerro de la Sal, una regió inhòspita. L'arxiver reusenc Saldoni Vilà diu que va estar predicant durant anys entre els peruans, i que en les seves expedicions van matar alguns dels seus companys. Va predicar a les ciutats més importants del Perú i als petits poblats indígenes, «peregrinando cientos de leguas», diu Vilà. Va enviar algunes cartes als seus companys de sant Miquel d'Escornalbou, on parla d'un gran terratrèmol a Lima l'any 1746, i explica que hi van morir 100.000 persones. Però és més conegut per una altra carta, que es va imprimir, i que es titula Descripcion breve del reyno del Perú, impresa el 1755 a Tarragona per Magí Canals. El bibliòfil i erudit reusenc Pau Font de Rubinat descriu aquesta obra i diu que no és fàcil de trobar. Marià Badia la va escriure quan ja portava 18 anys al Perú. Fa una descripció del país, que divideix en valls, serres i muntanya. A les valls, diu, hi ha les ciutats de Lima i Trujillo i moltes altres. Que es viatja amb lliteres i els pobles estan molt separats, i que entre ells hi ha molts arenals, tan secs que fins les garses es moren de set. Les serres estan limitades per cadenes de muntanyes altíssimes i que són abundants en minerals d'or i plata i altres metalls. Diu que va recórrer dues centes llegües per les serres i que abunden en fruita, blat, moresc i llegums. Hi ha bestiar de tota classe i està molt poblada, però l'abundància fa que la gent sigui dropa i viciosa. Parla de la indústria de llana i cotó i dels teixits que produeixen. La muntanya la descriu sobretot indicant la riquesa de les seves mines i parlant de la ciutat de Potosí. Aquesta carta la va dirigir al seu germà Miquel Badia, monjo al Monestir de Poblet, i li parla també de la mort del pare Pere Pont, que va sortir amb ell d'Escornalbou, i dels martiris soferts pels missioners l'any 1737 i 1742, companys seus de santa Rosa de Ocopa. Va morir al convent de la Vírgen de Cochacras, on, malalt, havia anat a reposar.